# Зайцев, Иона Мордкович
Иона (Йойна) Мордкович (Маркович) Зайцев (1828, Богуслав, Киевская губерния — 21 февраля [6 марта] 1907, Киев) — российский сахарозаводчик, меценат, хасид, купец первой гильдии. Потомственный почётный гражданин (7 октября 1872).

## Биография
Родился в 1828 году, в Богуславе Каневского уезда.
В 1893 году основал бесплатную хирургическую больницу в нанятом здании, со временем получившую название в честь «бракосочетания Их Императорских Величеств (Николая ІІ и Александры Федоровны) 14 ноября 1894 г.» В больнице работал известный хирург Григорий Борисович Быховский. В конце 1896 года филантроп за собственные средства по проекту архитектора Карла Шимана построил на Кирилловской улице здание, в котором уже через года появилась больница Зайцева. В больнице было 25 бесплатных коек и проводилось примерно 400 операций в год. Главным врачом здесь был тоже Григорий Борисович Быховский.
Скончался в 21 февраля (6 марта) 1907 года в Александровской больнице в Киеве.

## Связь с «делом Бейлиса»
В 1899 году Иона Зайцев купил усадьбу Багреевых и их кирпичный завод. В 1911 году данный завод на Кирилловской, 61 получил печальную известность в связи с «делом Бейлиса». На кирпичном заводе Зайцева приказчиком служил Мендель Бейлис.

## Семья
У Ионы и его жены родилось шестеро детей:

1. Маркус Ионович Зайцев (?, Киев — 3 декабря 1930, Париж) — купец первой гильдии, получил в наследство кирпичный завод отца;
2. Клара Ионовна Зайцева;
3. Моисей Ионович Зайцев;
4. Шифра (Софья) Ионовна Зайцева вышла замуж за Израиля Марковича Ландау, у них родился Марк Алданов;
5. Давид Ионович Зайцев (1861—1936);

Правнучка — поэтесса Гизелла Сигизмундовна Лахман. Правнук — переводчик Рауль Сигизмундович Рабинерсон (1892—1944).